# Бауэр, Роберт (биолог)
Ро́берт Ба́уэр (нем. Robert Bauer, 20 марта 1950 — 7 сентября 2014) — немецкий миколог, ботаник, специалист в области ультраструктурных особенностей грибов.

## Биография
Родился 20 марта 1950 года в коммуне Гросбетлинген на юге ФРГ. Учился в Тюбингенском университете, окончил его в 1980 году, в квалификационной работе рассматривал особенности формирования спор у многохозяинного ржавчинного гриба Coleosporium tussilaginis.
В 1983 году защитил докторскую диссертацию под названием «Экспериментально-онтогенетическое и кариологическое исследование Uredinales».
В 1989 году Франц Обервинклер и Роберт Бауэр опубликовали обзор гастероидных и аурикуляриоидных гетеробазидиомицетов. Ими было установлено наличие у всех представителей Atractiellomycetes специальных клеточных структур, названных симплехосомами.
Бауэр установил, что род Ustilago и другие таксоны головнёвых грибов в их традиционном объёме являются крайне гетерогенными. В 1997 году Бауэр и Обервинклер опубликовали новую систему головнёвых, выделив несколько новых классов и порядков.
В 2006 году Бауэр с соавторами предложил систему классификации Pucciniomycotina для таксономических уровней порядка и выше. Также ими было установлено наличие многопоровых септ у базидиомицета Kriegeria eriophori.
В статье, начатой под руководством Бауэра, опубликованной уже после его смерти, выделяется третий отдел высших грибов Entorrhizomycota для рода Entorrhiza — паразитов однодольных растений.
Умер 7 сентября 2014 года.

## Некоторые научные публикации
- Oberwinkler F., Bandoni R. J., Bauer R., Deml G., Kisimova-Horovitz L. The life history of Christiansenia pallida, a dimorphic, mycoparasitic heterobasidiomycete // Mycologia. — 1984. — Vol. 76. — P. 9—22.
- Oberwinkler F., Bauer R. The systematics of gasteroid, auricularioid heterobasidiomycetes // Sydowia. — 1989. — Vol. 41. — P. 224—256.
- Bauer R., Oberwinkler F. Meiosis, spindle pole body cycle and taxonomy of the heterobasidiomycete Pachnocybe ferruginea // Plant Systematics and Evolution. — 1990. — Vol. 172. — P. 241—261.
- Oberwinkler F., Bauer R. Cryptomycocolax: a new mycoparasitic heterobasidiomycete // Mycologia. — 1990. — Vol. 82. — P. 671—692.
- Bauer R., Oberwinkler F., Vánky K. Ultrastructural markers and systematics in smut fungi and allied taxa // Canadian Journal of Botany. — 1997. — Vol. 75. — P. 1273—1314.
- Bauer R., Begerow D., Sampaio J. P., Weiß M., Oberwinkler F. The simple-septate basidiomycetes: a synopsis // Mycological Progress. — 2006. — Vol. 5. — P. 41—66.

## Роды грибов, названные именем Р. Бауэра
- Bauerago Vánky, 1999
- Robbauera Boekhout et al., 2015